# Pereto
Pereto es un municipio de Italia situado en la provincia de L'Aquila, en los Abruzos. Cuenta con 764 habitantes (2009). Forma parte de la Comunità Montana Marsica 1.
Pereto es un antiguo centro mársico situado en los límites con el Lacio, a las faldas del monte Fontecellese, a unos 800 m s. n. m. Destaca su castillo medieval, con sus torres del siglo XIII, que domina el área; en él fue imprisionado Rostainuccio Cantelmo. El castillo pertenece a la familia Colonna, que obtuvo el castillo a finales del siglo XV, cuando el rey de Nápoles les hizo donación de la localidad.

## Monumentos
Fuera del casco urbano se encuentra el Santuario della Madonna dei Bisognosi, erigido, según la tradición, en 610. En su interior se encuentra una imagen de la Virgen María procedente de España, un crucifijo llevado por el papa Bonifacio VI cuando consagró la iglesia, y es rica en frescos de finales del siglo XV que representan el Paraíso y el Infierno.

## Demografía
| Gráfica de evolución demográfica de Pereto entre 1861 y 2001 |
|                                                              |
| Fuente ISTAT - Elaboración gráfica por parte de Wikipedia.   |